# 더 울프 톤스

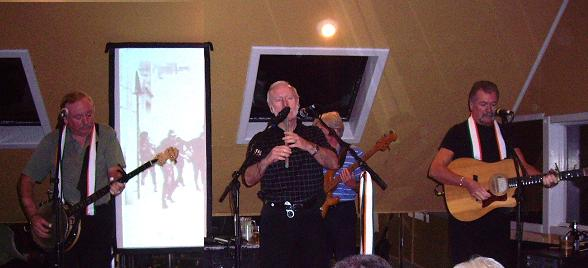

더 울프 톤스(The Wolfe Tones)는 1963년 조직된 아일랜드의 4인조 포크 음악 그룹인데, 2001년 데릭 워필드(Derek Warfield)의 탈퇴 이후 3인조로 전환하였다. 멤버는 데릭 워필드(1943~), 데릭의 동생 브라이언 워필드(Brian Warfield, 1946~), 토미 번(Tommy Byrne, 1944~), 노엘 네이글(Noel Nagle, 1945~) 네 명이다. 다양한 주제의 아일랜드 포크 음악을 다루는 다른 포크 그룹들과는 달리 독립군가(Rebel Song) 중심의 음악을 연주하는 것이 특징이며, 아일랜드 포크 그룹들 가운데 가장 민족주의적인 성격이 강하다. 포지션은 다음과 같다.
- 데릭 워필드: 메인보컬, 만돌린
- 브라이언 워필드: 보컬, 5현 밴조, 하프, 틴 휘슬
- 토미 번: 메인보컬, 기타
- 노엘 네이글: 서브보컬, 틴 휘슬, 일리언 파이프[1]